# Ялким (футбольний клуб)
Футбольний клуб «Ялким» Газаджак або просто «Ялким» (туркм. «Ýalkym» futbol kluby, Gazojak) — туркменський професіональний футбольний клуб із міста Газаджак.

## Історія
Футбольний клуб «Ялким» було засновано в місті Газаджак в 1994 році. Спочатку виступав у Першій лізі. У сезоні 1997/98 року він дебютував у Вищій лізі Туркменістану, але у відбірній частині турніру зайняв 8-ме місце і не зміг пробитися через кваліфікацію до групової частини чемпіонату. Пізніше команда періодично з'являлася у Першій лізі Туркменістану.

## Досягнення
- Чемпіонат Туркменістану
  - 8-ме місце (1) — 1997/98

- Кубок Туркменістану
  - 1/16 фіналу (1) — 1994